# كورتني فورس
كورتني فورس (بالإنجليزية: Courtney Force)‏ هي سائقة سباق أمريكية، ولدت في 20 يونيو 1988.